# La nuit des sacs plastiques
La nuit des sacs plastiques ist ein französischer animierter Kurzfilm von Gabriel Harel aus dem Jahr 2018.

## Handlung
Agathe, fast 39, hat sich entschlossen, mit ihrem Ex-Freund Marc-Antoine Kinder haben zu wollen. Sie sucht ihn nachts in einem Club auf, wo er als DJ auflegt. Marc-Antoine ist irritiert, sie zu sehen, und bittet sie, das Gespräch auf später zu verschieben. Erst als sie von einem fremden Mann angesprochen wird, zieht er sie zu sich. Im Club haben unterdessen Plastiktüten begonnen, ein Eigenleben zu entwickeln. Sie kriechen die Wände hoch und fallen Menschen an. Eine Tüte verbeißt sich in Marc-Antoines Bein, eine andere erwürgt einen Hund. Marc-Antoine und Agathe fliehen zu Marc-Antoines Haus; unterwegs sind zahlreiche Opfer der Plastiktüten zu sehen. Agathe jedoch nimmt das Chaos kaum wahr, da sie permanent versucht Marc-Antoine zu gestehen, dass sie ein Kind von ihm haben will. Erst als auch sie von Plastiktüten angegriffen wird und in letzter Sekunde von Marc-Antoine mit einem Schweißbrenner gerettet wird, gesteht sie ihren Kinderwunsch. Sie weint.
Marc-Antoine und Agathe fliehen vor den Plastiktüten auf ein Boot und Agathe verteidigt Marc-Antoine vor den aggressiven Tüten. Inzwischen haben sich jedoch zwei Tüten in seine Beine verbissen und schwächen ihn. Als Agathe sich entkleidet und auf dem Boot mit ihm schlafen will, wehrt er sich, da es zu spät sei. Sie lässt zu, dass die Plastiktüten Marc-Antoine töten. Kurz darauf nähern sich die Tüten auch Agathe und fallen über sie her. Wenig später erklimmt Agathe einen Hügel im See, auf dem eine Ruine steht. Sie ist schwanger und bringt kurz darauf mehrere große Plastiktüten zur Welt, in denen sich viele kleine Tüten befinden. Agathe schaut zu, wie die Tüten gen Himmel entschweben und dabei die Form von Putti annehmen.

## Produktion
La nuit des sacs plastiques war nach Yul et le serpent aus dem Jahr 2015 der zweite Kurzanimationsfilm von Gabriel Harel. Die Idee zum Film hatte Harel, nachdem seine Schwester während eines Telefonats mit ihm nach eigener Aussage von einer nassen Plastiktüte „angegriffen“ wurde, die ihr der Wind ins Gesicht geweht hatte.
Der Film wurde zunächst als Realfilm gedreht. Drehorte waren die Calanques bei Marseille, vor allem Cap Croisette. Der Ort, an dem Agathe ihre Plastiktüten zur Welt bringt, ist die Île Maïre. Im Anschluss an die Dreharbeiten wurde das Filmmaterial in 2D animiert. Die Hintergründe stammen von Comicbuchautor Grégoire Carlé. Der Film ist in Schwarz-Weiß umgesetzt; nur die Plastiktüten sind im Film bunt animiert.
La nuit des sacs plastiques erlebte am 17. Mai 2018 im Rahmen der Quinzaine des réalisateurs der Internationalen Filmfestspiele von Cannes seine Premiere und lief in der Folge unter anderem auf dem Odense International Film Festival (OFF) und dem Festival du Court-Métrage de Clermont-Ferrand.

## Auszeichnungen
Gabriel Harel wurde 2018 in Cannes für La nuit des sacs plastiques für den Prix Illy nominiert. Im Jahr 2018 gewann der Film den Børge Ring Award des Odense International Film Festival. La nuit des sacs plastiques gewann 2020 den César in der Kategorie Bester animierter Kurzfilm.